# Leptactina gloeocalyx
Leptactina gloeocalyx är en måreväxtart som beskrevs av Karl Moritz Schumann. Leptactina gloeocalyx ingår i släktet Leptactina och familjen måreväxter.
Artens utbredningsområde är Kongo-Kinshasa. Inga underarter finns listade i Catalogue of Life.